# Mellersta högra Horqin
Mellersta högra Horqin är ett mongoliskt baner som lyder under förbundet Hinggan i den autonoma regionen Inre Mongoliet i nordvästra Kina.